# 自由巴布亚运动

自由巴布亚运动旗帜，晨星旗

荷屬新幾內亞時期擬定的徽章，曾作為西巴布亞共和國的國徽

自由巴布亚运动拟定的国徽

自由巴布亚运动（简作OPM），是南太平洋地区西巴布亚（现为印度尼西亚的一部分）的一个分离主义组织，目标是寻求西新几内亚脱离印尼统治而实现独立。自由巴布亚运动成立于1965年。该地区包含印尼治下的西巴布亚省与巴布亚省。

## 现状
该组织的主要支持者为当地的原住民巴布亚人（美拉尼西亚人的一支）。他们自认为与印尼没有历史与文化上的联系。自由巴布亚运动声称印尼对西新几内亚的统治为“军事占领”。目前，自由巴布亚运动被印尼政府视为恐怖组织。由于持续的人口移民和长期的经济建设，除了海外巴布亚组织外，印尼本土巴布亚分离主义处于式微状态。

## 历史
1949年，荷属东印度停止运作而成为独立的印度尼西亚，荷兰重新得到新几内亚西部的主权，并准备建立一个独立国家。
1961年4月5日巴布亚议会开始运作，预备于10年之内完成独立。
1961年12月1日，荷兰认同其议会所选择的国歌以及订定晨星为新的国旗。
1961年12月18日，印度尼西亚由于对荷属东印度群岛的宣称而派兵进入西巴布亚。
1969年，西巴布亚并入印尼版图。自从印尼入侵西巴布亚之后，当地的抵抗运动便从未停止。
1971年1月，该组织试图再次宣布独立，并成立西巴布亚共和国，但不久便归于失败。
2000年5月29日至6月4日，2,700名巴布亚人代表在查亚普拉召开了巴布亚全国代表大会，会议通过了一个决议草案，草案中宣称巴布亚将脱离印尼统治而独立，印尼总统瓦希德宣布此草案为非法。
2001年9月28日，自由巴布亚运动的武装组织袭击并一度占领了查亚普拉以南700公里的伊拉加。
2004年，由流亡英國的西巴布亞領導人本尼·溫達設立自由西巴布亞運動，鼓勵聯合國在西巴布亞舉行獨立公民投票。 該運動獲得一些國際著名的人物支持，如諾貝爾和平獎得主大主教德斯蒙德·圖圖。截至2010年，有13,500名西巴布亞難民生活在鄰國巴布亞新幾內亞，偶爾有越界戰鬥，因此巴布亞新幾內亞國防軍在其西部邊界設立巡邏隊，防止自由巴布亞運動人士進入。此外，巴布亞新幾內亞政府持續驅逐越界的西巴布亞居民，承諾沒有詮行反印尼活動是西巴布亞移民留在巴布亞新幾內亞的條件。2012年，印尼總統蘇西洛·班邦·尤多約諾對運動發出了逮捕令。
2017年12月俄罗斯战略轟炸機首次獲印尼許可降落在巴布亚省空軍基地，中國央視解讀為一次印尼對西方的警告。同時俄羅斯也藉此表態，認為蘇聯解體後居於守勢地位，讓歐美步步進逼的狀況將終結。
印度尼西亚政府在该运动的特殊日期时常常会加强戒备。

## 外部連結
- Forgotten Bird of Paradise
- Free West Papua Campaign (United Kingdom) （页面存档备份，存于）
- Free West Papua Campaign (Germany) （页面存档备份，存于）
- International Action for West Papua （页面存档备份，存于）
- FAS.org OPM listing （页面存档备份，存于）
- University sponsored information network （页面存档备份，存于）
- West Papua Independence Campaign Docs & Info（页面存档备份，存于）
- West Papua Peoples' Organisations*West Papua Peoples' Representative Office（页面存档备份，存于）
- West Papua News and Information （页面存档备份，存于）
- Vanuatu Free West Papua Association （页面存档备份，存于）
- Papua Merdeka (43 min. long film about the war in West Papua) （页面存档备份，存于）
- EU Parliamentarians support Free West Papua campaign （页面存档备份，存于）
- BBC film about OPM, part 1 （页面存档备份，存于）
- BBC film about OPM, part 2 （页面存档备份，存于）
- Trailer for West Papuan documentary （页面存档备份，存于）